# 庄子
莊子（约前369年—前286年），莊氏，名周，一说字子休，約與孟子同時，宋國蒙人，曾任漆園吏。為中國戰國中期思想家、哲學家、文學家，是道家学派的代表人物，老子思想的繼承和發展者，後世將他與老子並稱為「老莊」。西元742年，唐玄宗天寶初，詔封莊周為南華真人，稱其著書《莊子》為南華經，在四庫全書之中歸類為子部道家類。宋徽宗時，追封為「微妙元通真君」。

## 生平经历

### 名號
司马迁《史记·老莊申韓列传》载：“莊子者，蒙人也，名周。周尝为蒙漆园吏，与梁惠王、齐宣王同时。其学无所不闚，然其要本归於老子之言。故其著书十馀万言，大抵率寓言也。……其言洸洋自恣以適己，故自王公大人不能器之。”
根据以上记载，庄子名周。《知北游》中说“周、遍、咸，三者异名同实，其指一也！”这可能是庄子对自己名字的特地解释。又有说庄子字「子休」，见于《警世通言》，但司马迁没有记载，《庄子》中也没有相关证据，恐怕不确。
作為道家重要的代表人物，莊子和老子並稱為“老莊”。道家和儒家、墨家形成鼎足之勢，影響中國文化兩千多年。《莊子》是繼《老子》之後體現道家思想的另一部重要之作，是中國古代精神自由史上的第一名著，在中國古代文學、哲學、藝術、思想史上均具有不可動搖的“絕對經典”地位。

### 故里
《史記》記載：「莊子者，蒙人也，名周」。”战国先后一百多诸侯国中并无蒙国，故庄子“蒙人”的稱謂應應為地名。「蒙」為何處，主要有三种具有代表性的看法：
- 今河南商丘西北民权县。古代學者支持者甚多，該說影響最大。西汉刘向《别录》、东晋郭缘生《述征记》、三国（吳）韦昭《国语注》、唐成玄英《庄子疏序》、宋乐史《太平寰宇记》、清蒋廷锡《尚书地理今释》、清段长基《历代疆域表》、清顾祖禹《读史方舆纪要》等均持此说。現當代學者中，郭沫若、王力、杨宽、翦伯赞等皆从此说。2016年1月，国家旅游局將商丘市民权县“庄子文化旅游景区”批准为国家AAA级旅游景区。
- 今山东东明县。唐代张守节《史记正义》引初唐魏王李泰撰《括地志》“曹州·冤朐县”下：“漆园故城在曹州冤朐县北十七里，庄周为漆园吏，即此。”。唐代杜佑《通典·州郡》亦载：冤句有漆园，庄周为吏之所。北宋乐史撰《太平寰宇记》卷十三“冤句县”下：“漆园城在县北五十里，庄周为吏之所，旧置监，今漆园城北有庄周钓台。”明代李贤等撰《明一统志》卷二十三记：“漆园城，曹县西北五十里，庄周为漆园吏，即此。”《山东通志》《曹州府志》等皆据上说，认为漆园城在故冤句北七十里（或曰“十七里”为“七十里”之误），庄周为蒙漆园吏。
- 今安徽蒙城县。北宋时期蒙城县令王兢始作庄子祠，苏轼应王兢之邀于元丰元年写了《庄子祠堂记》（今存殘碑186字）一文，認定莊子故里在安徽蒙城。朱熹在《朱子语类》中说：“庄子生于蒙，在淮西间。”“庄子自是楚人”。近现代學者中，王国维、冯友兰、刘大杰、孙以楷、常征、夏茹冰等均主安徽蒙城县说，多有考證。

### 生平
庄子的生活年代，一般认为是前369年—前286年。庄子逝世的那年，宋国灭亡。也有认为庄子活得更长的，《庄子》中有“旧国旧都，望之畅然”，显然宋亡以后才称呼“旧国旧都”。
庄子属道家，从《庄子》很容易得出这个结论。司马迁说庄子著书十万餘言，而今本《庄子》仅33篇6万5千多字，分内篇、外篇、杂篇三部分。《汉书·艺文志》载“《庄子》五十二篇”，可能是在晋代郭象注《庄子》删去了。以前一般认为《庄子》全部为庄子所著。从宋代起，竟成问题，认为内篇为庄子本人所著，而外篇和杂篇是道家弟子託名。总的来说，《庄子》一书除了《杂篇·说剑》类似纵横家所著以外，其思想还是统一的。庄子写书风格独特，自己称（《杂篇·寓言》）以不拘一格的寓言写作。
庄子除做过漆园吏以外，没有擔任過其他官職。据《外篇·秋水》记载，楚威王曾派人邀请莊周為楚国宰相。莊子以宁为泥中嬉戏的活烏龟，也不願意为庙堂之上，受人敬拜，用以卜卦之龜殼为由，拒绝了楚威王的邀请（泥中之龜）。他一生淡泊名利，主张修身养性，清静无为，順應自然，追求精神逍遙無待。一直过着深居简出的隐居生活。和惠施交好。
对于莊子的行为，有些人认为这是真正的逍遥，也有人认为是愤世嫉俗的表现，清代胡文英在《莊子独见》持此观点，他说：“人只知三闾之哀怨，而不知漆园之哀怨有甚于三闾也。盖三闾之哀怨在一国，而漆园之哀在天下；三闾之哀怨在一时，而漆园之哀怨在万世。”
庄子还被认为是最早的无政府主义者。

## 思想淵源
世以“老庄”并称，庄子和老子都是道家的代表人物。当然庄子的思想是承继于老子的。相同点主要在“道法自然”的观点中，庄子说“天有大美而不言……是故至人无为，大圣不作，观于天地之谓也。”还有就是无为、反对战争等观点。在养生观点上，虽然老庄都谈养生，但庄子更为重视，《让王》中有“两臂重于天下”。
但老庄之间还是有区别的。法家的韩非援引《老子》。而庄子抛弃了法家援引老子思想中讲权术的一面。章太炎的《论诸子学》中有“其术似与老子相同，其心乃于老子绝异。故《天下篇》历叙诸家，己与关尹、老聃裂分为二。其褒之以‘至极’，尊之以‘博大真人’者，以其自然之说，为己所取法也。其裂分为二者，不欲以老子之权术自污也。”

## 哲學思想

### 處世論

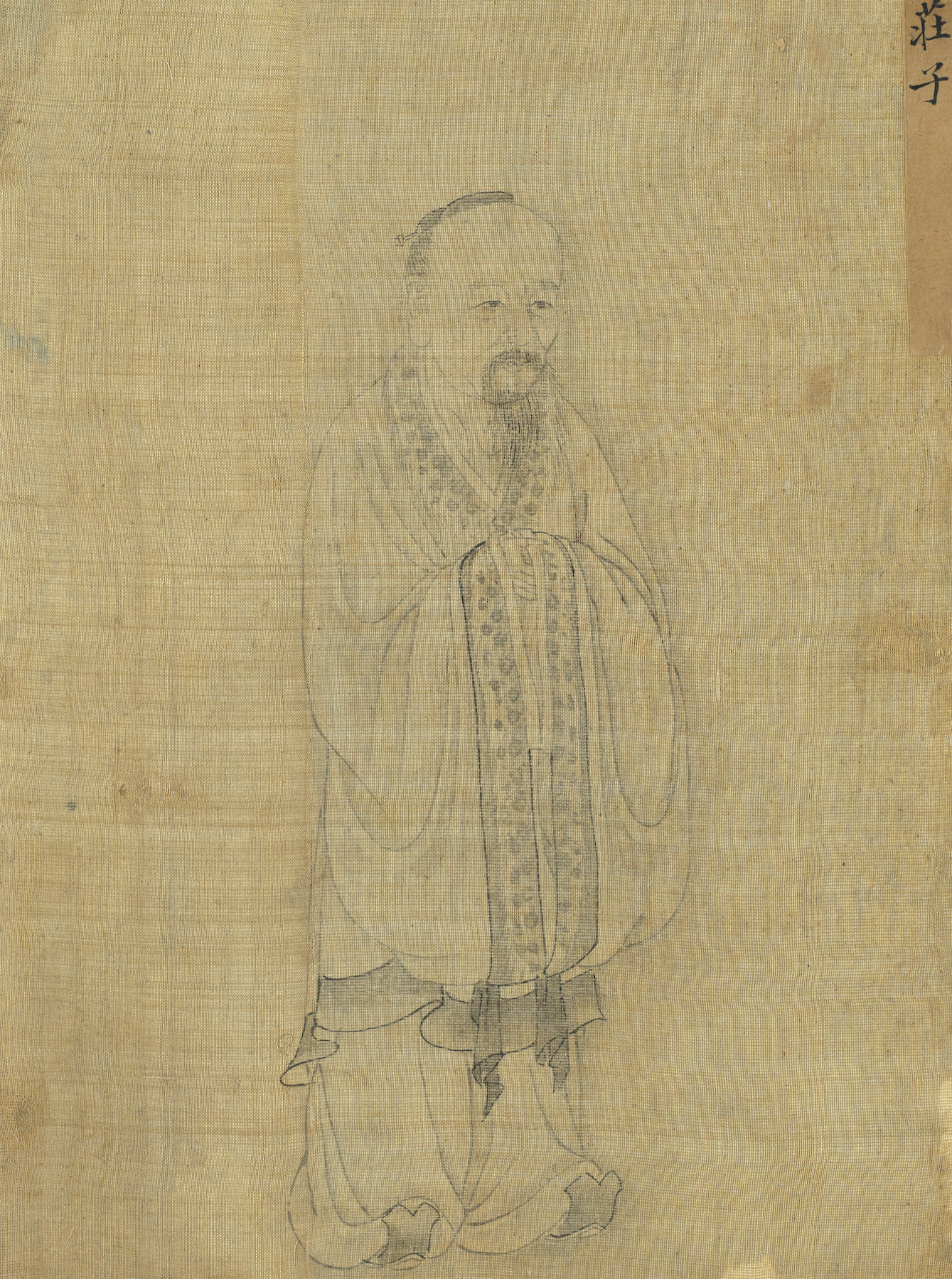
莊子

莊子認為人活在世上须旷达处之泰然，如「游于羿之彀中，中央者，中地也；然而不中者，命也」，羿,「古之善射者，夫利害相攻则天下皆羿也」，彀指利害得失，「故免乎弓矢之害者，自以為巧，欣然多己，及至不免，則自恨其謬而志傷神辱，斯未能達命之情者也」，中与不中而「知不可奈何而安之若命，唯有德者能之」。對於君主的殘暴，莊子是一再強調的，「回聞衛君，其年壯，其行獨；輕用其國，而不見其過；輕用民死，死者以國量乎澤若蕉，民其無如矣。」。所以莊子不願去做官，因為他認為伴君如伴虎，只能「順」。「汝不知夫養虎者乎！不敢以生物與之，為其殺之之怒也；不敢以全物與之，為其決之之怒；時其饑飽，達其怒心。虎之與人異類而媚養己者，順也；故其殺者，逆也。」還要防止馬屁拍到馬腳上，「夫愛馬者，以筐盛矢，以蜄盛溺。適有蚊虻仆緣，而拊之不時，則缺銜毀首碎胸。」伴君之難，可見一斑。莊子認為人生應該追求自由。
與佛教相類似的，莊子也認為人生有悲的一面。《齊物論》中有「一受其成形，不忘以待盡。與物相刃相靡，其行盡如馳，而莫之能止，不亦悲乎！終身役役而不見其成功，苶然疲役而不知其所歸，可不哀邪！人謂之不死，奚益！其形化，其心與之然，可不謂大哀乎？人之生也，固若是芒乎？其我獨芒，而人亦有不芒者乎？」莊子認為如果能做到「齊物」，那麼他便能達到「逍遙」的境界。這是莊子哲學中另一個重要概念，這是個體精神解放的境界，即無矛盾地生存於世界之中。莊子並不否認矛盾，只是強調主觀上對矛盾的擺脫。莊子用「無為」來解釋這一術語，與老子不同，這裏「無為」是指心靈不被外物所拖累的自由自在，無拘無束的狀態。這種狀態，也被稱為「無待」，意為沒有相對的東西。這時，人們拋棄了功名利祿的追求欲望，「乘天地之正，而禦六氣之辯，以遊無窮」。這句被普遍認為《逍遙遊》一篇主旨，同時也是《莊子》一書的主旨。這是一種心與「道」合一的境界。
莊子假稱孔子之言，稱一般人都是虛偽的，比大自然還難預料，大自然有日夜四季的變換，但是人大多外表忠厚，但是內心卻深藏著其他情感。有的人表面謹慎內心放縱；有的人外表是長者而內心是小人；有的人表面圓滑而內心剛直；有的人表面堅定而內心散漫；有的人表面柔弱而內心兇悍。當他們追求正義的時候，猶如飢渴求食，當他們拋棄正義，就好像被燙到一樣立刻縮手。「凡人心險于山川，難于知天。天猶有春秋冬夏旦暮之期，人者厚貌深情。故有貌愿而益，有長若不肖，有慎狷而達，有堅而縵，有緩而悍。故其就義若渴者，其去義若熱。」。他批評儒家「以仁義攖人之心」，這樣會導致「天下脊脊大亂」」。而君主的專制統治和對知識的愛好，只會使人心更加敗壞，乃至孩子殺害父親，臣子殺害君王，白天搶劫、挖洞侵入他人屋宅而劫財「民之於利甚勤，子有殺父，臣有殺君，正晝為盜，日中穴阫。」，
流沙河認為，莊子的為人主要有四點，「一曰立場，站在環中。二曰方法，信奉無為。三曰理想，追慕澤雉。四曰修養，緊守心齋。」所謂環中，就是不持有任何立場。《內篇·齊物論》中有「得其環中，以應無窮」，《雜篇·則陽》中有「得其環中以隨成」。無為在《莊子》中經常出現，莊子認為無論治國還是做人，都要無為。但無為頗難解釋，流沙河認為是「偽」或是「人為」的意思。「澤雉十步一啄，百步一飲，不蘄畜乎樊中」，是追求自由。「若一志，無聽之以耳而聽之以心，無聽之以心而聽之以氣！聽止於耳，心止於符。氣也者，虛而待物者也。唯道集虛。虛者，心齋也。」，所謂心齋就是要排除心中的種種雜念。

### 體道
莊子的哲學思想可被歸納為以道為實體的唯心主義（通說是主觀唯心主義，有人說是客觀唯心主義，還有爭論）、「萬物齊一」的本體論。對於莊子，「夫道，有情有信，無為無形；可傳而不可授，可得而不可見；自本自根，未有天地，自古已固成」，「道」雖無形，但獨立於萬物而存在；「天地與我並生，萬物與我為一」，「道」，其存在雖先於萬物，但其在萬物之中無所不在。這是一種認為宇宙萬物起源於「道」，並且萬物皆可體現「道」的觀點。
在莊子哲学中，万物是一个形而上的存在的部分，他将该存在称为生主。这个存在“存在而无实体”，即“有情无形”。它是一切人类行为、情感的“真正主宰者”。因它驱使万物而不受万物驱使，故它是唯一超然于万物的。因为所有其他万物都处于驱使、受驱使的循环之中。唯独它不然。人类作为生主的一部分，将自己投入主观中，使自己无法与该形而上的存在一致。人类希求生主以外的事物，希望成为其他的事物。从而被外物所驱使，成为了受驱使的，从而破坏了生主的超然性。生主既与万物同时存在，庄子认为作为生主的一部分，人类应当从绝对的分别中抽离出来，并认识到一切的分别都是主观的、虚幻的，这样才可以脱离受外物驱使奴役的境地，保养生主。“道”是宇宙的本体，是一个无限的概念。由“道”而产生了天地万物，“道”本身是万物之源。 “夫道有情有信，无为无形，可传而不可受，可得而不可见，自本自根，未有天地，自古以固存，神鬼神帝，生天生地。”。人如果得 “道”，即获得了无限和自由。
这种本于自然的人性论与伦理观，为后世提供了另一种生存方式和价值观念的可能性。莊子的哲学提倡破除「肉身我」与「认知我」，追求超然物外的审美态度，于事于物不着痕迹。陰陽本指事物兩種相互對立的方面，「一陰一陽之謂道」，莊子將之定義為氣所包含的矛盾對立要素，「陰陽，氣之大者也」。
庄子“道通为一”的思想和近代德日進的哲学思想在把宇宙看成一个有机整体的这一点上是相同的。

### 政治哲學

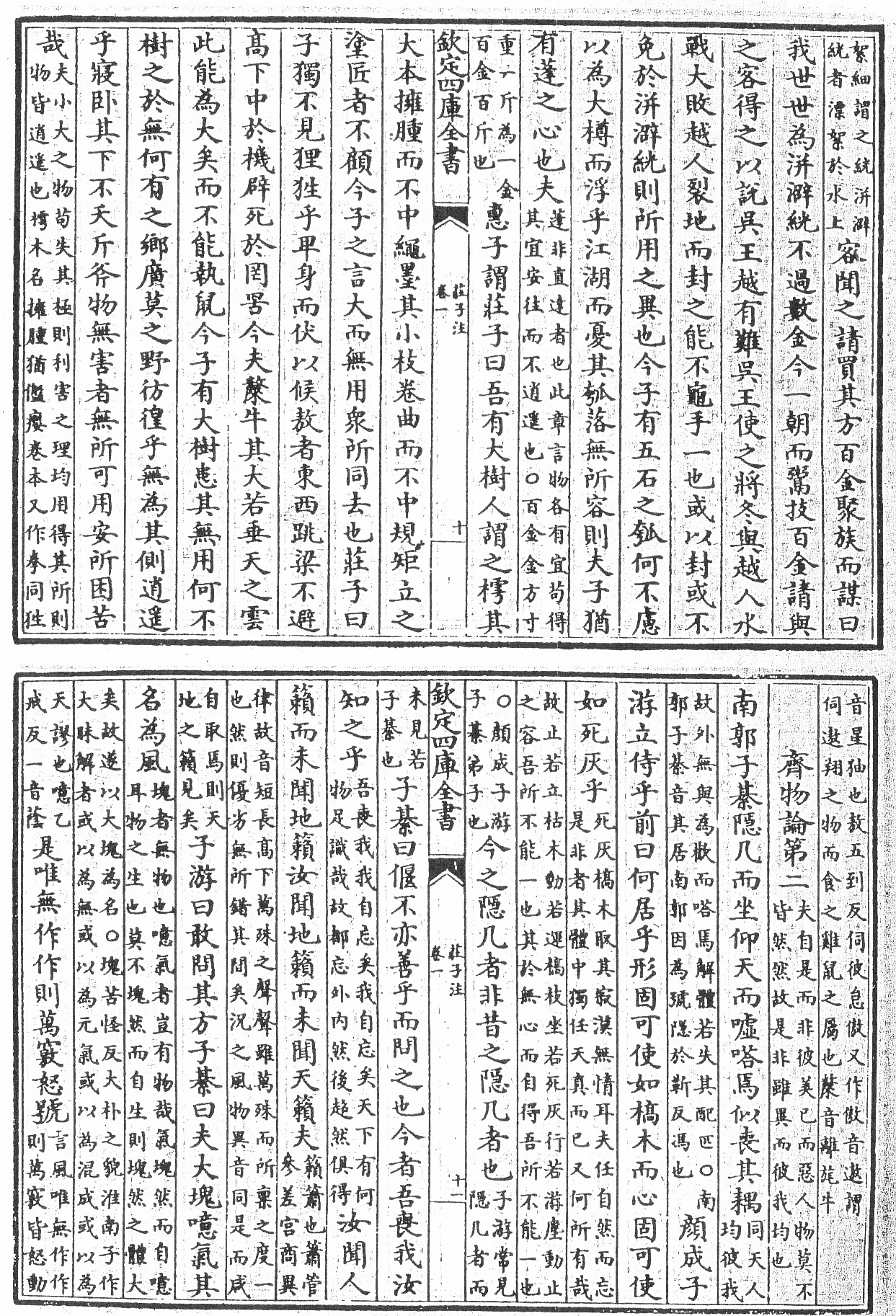
四庫全書中的莊子 (書)

庄子和儒墨有一点很大的不同，儒家與墨家推崇圣人，而道家则反对推崇圣贤。老子说：“不尚贤，使民不争。不贵难得之货，使民不为盗。”，“绝圣弃智，民利百倍；绝仁弃义，民复孝慈；绝巧弃利，盗贼无有。”庄子说“圣人生而大盗起”。庄子认为圣人的主义学说不过是“窃国大盗”的工具罢了。其中的典型例子就是田成子，篡奪了齊國的政權。“田成子一旦杀其君而盗其国，所盗者岂独其国邪？并与其圣知之法而盗之……窃齐国，并与其圣知之法一守其盗贼之身。”对于圣人，庄子借用盜跖之口批评“黄帝尚不能全德……尧不慈，舜不孝，禹偏枯，汤放其主，武王伐纣。”，说孔子是“鲁之巧伪人”。庄子还说“凶德有五，中德为首”，所谓“中德”就是有心为德，有心为德就要虚伪，“日出多伪，士民安取不伪。”，会导致天下大乱。庄子还对圣人学说的积极性怀疑，认为圣人可以使一人变好，也使三人变坏。另外，庄子反对儒家的等级观念，庄子认为“道通为一”，认为道在万物，万物平等。
对治国，庄子反对儒家的以礼法治国和法家的以法律治国。庄子认为儒家的仁義、礼法违背人性，使百姓「失其樸」。对于刑罚治国，“昔者尧治天下，不赏而民劝，不罚而民畏。今子赏罚而民且不仁德自此衰，刑自此立，后世之乱自此始矣。”。庄子反对儒家和法家的治国方法的核心，是以知治国。庄子认为知是“争之器”，而且知往往会被大盗所利用，所谓“盗亦有道”便是如此。对于以知治国，庄子说“大乱之本，必生于尧舜之间，其末存乎千世之后。千世之后，其必有人与人相食者也。”
所以，庄子与老子一样，主张无为治国，任其自然，认为“绝圣弃知而天下大治”，君主要“无容私”，“汝游心于淡，合气与漠，顺物自然而无容私焉，而天下治矣。”。庄子在《庄子》中描写过他心中的“至德之世”，“不尚贤，不使能，上如标枝，民如野鹿。端正而不知以为义，相爱而不知以为仁，实而不知以为忠，当而不知以为信，蠢动而相使，不以为赐。是故行而无迹，事而无传。”

## 文学贡献

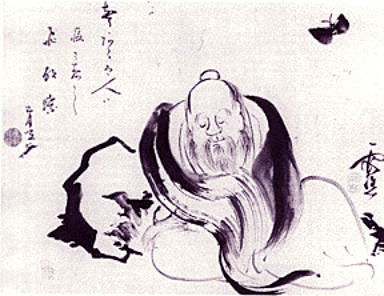
莊周梦蝶

老子认为“道可道非常道”，庄子也认为道不可言。但道不可言，又不得不言，所以庄子采用的是寓言、巵言的方法，“寓言十九，重言十七，巵言日出，和以天倪。”这种方式让莊子的思想像水一般，不会惧怕后人的肢解。同时让他的观点不会被历史湮没。不同的时期拜读，会得更新的意义。庄周梦蝶、混沌开窍、庖丁解牛、惠施相梁、螳螂捕蝉等都是其出色的寓言。莊子的文字，想像高妙，天馬行空，流暢通達，堪称中国文学史上的一宛奇葩，将先秦散文推向了一个新的高峰。
相对老子而言，莊子的思想倾向于对艺术及自由的追求。从庄周梦蝶、濠梁之辯（子非鱼安知鱼之乐）等事情可见。

## 信仰形象

### 來由
唐玄宗天寶（742年—756年）初年，詔封莊周為南華真人，稱其著書《莊子》為《南華經》。不過，稱莊子為「南華」在唐朝前就已如此。成玄英《南華真經注疏序》中就稱莊子為「南華」，《隋書·經籍志》記載梁曠著有《南華論》。
約成於東晉末南朝初的《太極真人敷靈寶齋戒威儀諸經要訣》稱：「莊周者，太上南華仙人也，其前世學道時，願言：『我得道成仙，才智洞達，當出世化生人中，敷演《道德經五千文》，宣暢道意。』」，當時道教流傳的《靈寶經》中已稱莊子為南華仙人。
至於為何用「南華」作為封號，歷來說法不一。一是認為傳說莊周曾隱居於曹州南華山，清朝宣穎《南華經解》沿用，不過明代以前少有此說。若按《真誥》記載，莊子師「長桑公子」（又稱長桑真君，即扁鵲之師）隱於抱犢山，服北育火丹，白日升天，而非隱居在南華山。
另一說，則來自北宋道士陳景元。在《南華真經章句音義》中，陳景元主張「南華」是「義取離明英華，發揮道妙」之義。在《南華真經義海纂微》中，南宋褚伯秀認為，南華同南極、東華之類，均為上天職任仙真的封號，難以究其義理由來。按道教《要修科儀戒律鈔》引用《上清洞真智慧觀身大戒文》稱「當念東遊青林東華，當念西遊安養西華，當念北遊碧羅北華，當念南遊太丹南華」，將「太丹南華」與「青林東華」、「安養西華」、「碧羅北華」並舉，太丹南華可能是天堂南方的仙境。
《三国演义》第一回中，南华老仙赠书《太平要術》给张角。書載：南華老仙，碧眼童顏，手執藜杖，以天書三卷授之曰：「此名太平要術。汝得之，當代天宣化，普救世人；若萌異心，必獲惡報。」角拜問姓名。老人曰：「吾乃南華老仙也。」言訖，化陣清風而去。

### 文學與歷史
據司馬遷《史記·老子韓非列傳》記载：「莊子者，蒙人也，名周」。有说莊子字「子休」，見於成玄英《莊子注疏》的序文及小說《警世通言》，但此說僅載於小說，不見於《史記》，《莊子》中也缺乏相關證據。
雖然小說作者和道教徒取材於莊周隱居南華山的典故，但基本上，南華老仙的故事，仍屬作者構想、創作的人物和情節，不應將之誤解為史實，或歸類為歷史。

## 影視形象
- 1913年香港首部無聲電影《莊子試妻》：黎北海 飾

- 2012年中国大陆电视剧《大秦帝国之纵横》：朱军 饰

- 2020年中国大陆电视纪录片《中国》第一季：耿一正 饰

## 研究書目
- 吳光明：《莊子》（臺北：東大圖書公司，1988）。
- 黃華珍：《莊子音義研究》（北京：中華書局，1999）。
- Robert E. Allinson著，周熾成譯：《向往心靈轉化的莊子：內篇分析》（南京：江蘇人民人版社，2004）。
- 池田知久著，王啟發等譯：《道家思想的新研究——以〈莊子〉為中心》（鄭州：中州古籍出版社，2009）。
- 福永光司著，陳冠學譯：《莊子：古代中國的存在主義》（台北：三民書局，1969）。

## 另見
- 莊子 (書)
- 道家
- 道教
- 老子
- 庄周梦蝶
- 鱼乐之辩

## 延伸阅读
[在维基数据编辑]
 在维基文库阅读此作者作品（ 在维基共享资源阅览影像）
 《史記/卷063》，出自司馬遷《史記》